# (26167) 1995 SA1
1995 أس أي 1 (ويعرف أيضًا باسم (26167) 1995 أس أي 1 وفق تسمية الكوكب الصغير) (بالإنجليزية: 1995 SA1)‏ هو كويكب ضمن حزام الكويكبات؛ وترتيبه 26167 من حيث الاكتشاف.
اكتُشف هذا الجُرم الفلكي بواسطة Timothy B. Spahr ‏ في 18 سبتمبر 1995.

## وصلات خارجية
- (26167) 1995 SA1 في قاعدة بيانات مختبر الدفع النفاث لأجرام النظام الشمسي الصغيرة

- الاكتشاف · مخطط المدار ·  العناصر المدارية · المعلمات المادية

- (26167) 1995 SA1 على موقع ويكي سكاي: DSS2, SDSS, GALEX, IRAS, Hydrogen α, X-Ray, Astrophoto, Sky Map, Articles and images